# Hyacinthe Carmes de Labruguière
Pour les articles homonymes, voir Carmes.
Camille François Hyacinthe Carmes de Labruguière est un homme politique français, né le 10 octobre 1791 à Laudun (Gard) et mort le 9 mars 1862 à Uzès (Gard). 

## Biographie
Membre de la branche aînée d'une famille royaliste, il fait de l'opposition au gouvernement de Louis-Philippe. Officier de l'Empire et de la Restauration, il fait prisonnier dans la campagne de Russie, puis se retire dans sa propriété gardoise. Il y devient colonel de la garde nationale.

## Mandats
Hyacinthe Carmes de Labruguière est élu député du Gard le 23 avril 1848. Il est réélu le 13 mai 1849. Durant ses mandats, il vote notamment pour les poursuites contre Louis Blanc et Marc Caussidière, contre l'abolition de la peine de mort, pour la loi Falloux sur l'enseignement.

## Pour en savoir plus